# Киркпатрик, Джордж Маколей
Сэр Джордж Маколей Киркпатрик (англ. George Macaulay Kirkpatrick; 23 августа 1866, Кингстон, Онтарио — 6 февраля 1950, Лондон) — канадский военный, служивший в британской армии в Южной Африке, Канаде, Индии, Австралии и Китае. Стал одним из немногих канадцев, дослужившихся до звания генерала.

## Биография
Киркпатрик родился 23 августа 1866 года в семье политика Джорджа Эйри Киркпатрика и Фрэнсис Джун Маколей в Кингстоне, Онтарио. Получил образование в школе Тринити в Порт-Хоупе, штат Онтарио, и в колледже Imperial Service College в Лондоне. Затем вернулся в Онтарио, где обучался в Королевском военном колледже Канады с 1882 по 1885 год. В 1892 году в качестве геодезиста он стал автором топографических карт города и окрестностей области Фес в Марокко.

### Военная служба
Киркпатрик был зачислен в Корпус королевских инженеров в звании лейтенанта 30 июня 1885 года. В 1892 году был назначен адъютантом главнокомандующего округом Темзы, а 12 декабря 1894 года ему было присвоено звание капитана. Во время Второй бурской войны занимал должность заместителя помощника генерального адъютанта разведки, а 29 ноября 1900 года был временно повышен до майора. После окончания войны в июне 1902 года покинул Кейптаун на судне SS Canada и вернулся в Саутгемптон в конце июля. С сентября 1902 года служил в Галифаксе, Новая Шотландия, в должности заместителя помощника генерал-квартирмейстера по разведке, а 22 августа 1902 года был временно повышен до подполковника. Через два года, в 1904, стал заместителем помощника генерал-квартирмейстера в штабе армии. В 1906 году стал помощником генерал-квартирмейстера в Генеральном штабе Индии, а в 1910 году — генеральным инспектором вооружённых сил Австралии. Киркпатрик служил в Первой мировой войне в качестве директора военных операций в Индии с 1914 по 1916 год, когда он стал начальником Генерального штаба Индии.
Впоследствии служил командующим британскими войсками в Китае с 1921 по 1922 год и главнокомандующим Западного командования в Индии с 1923 по 1927 год. Вышел в отставку в 1930 году.

### Личная жизнь
В 1896 году Киркпатрик женился на художнице Мэри Лидии Деннистун (1870—1945). У них родилось три дочери: Джорджина Хелен (род. 1898), Кэтлин Мэри (род. 1899 на Мальте) и Маргарет Шарлотта (род. 1904 в Канаде).

## Награды
Киркпатрик был дважды упомянут в депешах в 1902 году. В 1911 году он был назначен кавалером Ордена Бани (CB). В 1917 году он был посвящён в рыцаря-командора ордена Звезды Индии (KCSI), а в 1918 году — в рыцаря-командора ордена Бани (KCB).